# 奥尔布河畔利尼昂
奧爾布河畔利尼昂（法語：Lignan-sur-Orb，法語發音：[liɲɑ̃ syʁ ɔʁb]）是法国埃罗省的一个市镇，属于贝济耶区。

## 地理
奥尔布河畔利尼昂（43°23'2"N, 3°10'13"E）面积3.41 平方千米，位于法国奧克西塔尼大區埃罗省，该省份为法国南部沿海省份，南濒地中海，西南接奥德省，西北接塔恩省和阿韦龙省，东北与加尔省接壤。
与奥尔布河畔利尼昂接壤的市镇（或旧市镇、城区）包括：貝濟耶、科尔内扬、马罗桑、泰藏莱贝济耶。

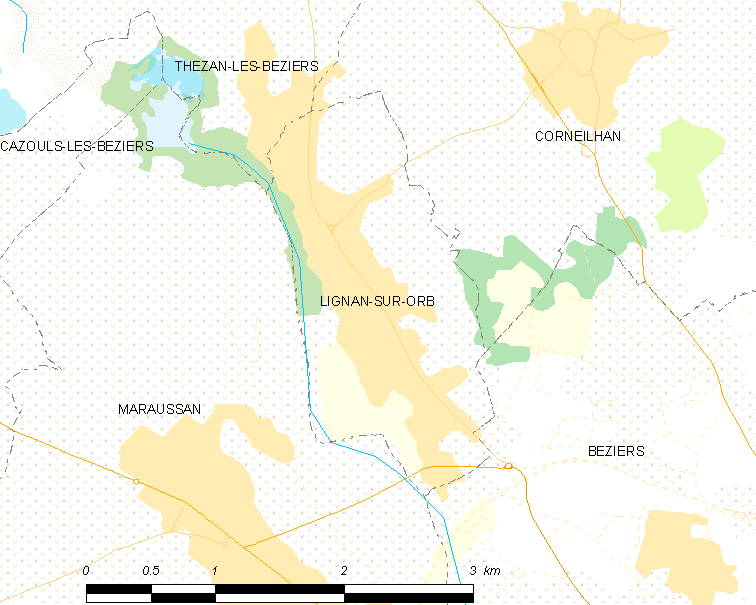
奥尔布河畔利尼昂的OSM定位图

奥尔布河畔利尼昂的时区为UTC+01:00、UTC+02:00（夏令时）。

## 行政
奥尔布河畔利尼昂的邮政编码为34490，INSEE市镇编码为34140。

## 政治
奥尔布河畔利尼昂所属的省级选区为贝济耶第二县。

## 人口

1962-2008年间奥尔布河畔利尼昂人口变化图示

奥尔布河畔利尼昂于2022年1月1日时的人口数量为3227人。